# Antonio Bertrán Panadés
Antonio Bertrán Panadés (Barcelona o Eibar, 18 de novembre de 1933 – Barcelona, 23 de març de 2008) va ser un ciclista català, que competí entre 1955 i 1966. En aquests anys aconseguí diverses victòries, sent les més importants a la Bicicleta Eibarresa de 1959 i dues etapes a la Volta a Catalunya.

## Palmarès
- 1955
  - 1r al Campionat de Barcelona
  - 1r al GP de Martorell
  - Vencedor d'una etapa a la Volta a Astúries
- 1958
  - Vencedor d'una etapa a la Volta a Catalunya
- 1959
  - 1r al Gran Premi Pascuas
  - 1r a la Bicicleta Eibarresa
- 1960
  - Vencedor d'una etapa a la Volta a Andalusia
  - 1r al Trofeu Jaumendreu
- 1961
  - Vencedor d'una etapa a la Volta a Llevant
- 1963
  - Vencedor d'una etapa a la Volta a Catalunya
- 1965
  - 1r al Trofeu Masferrer (etapa de la Setmana Catalana)
- 1966
  - Vencedor d'una etapa a la Volta a Andalusia

### Resultats a la Volta a Espanya
- 1959. 29è de la classificació general
- 1960. 23è de la classificació general
- 1961. Abandona
- 1962. 24è de la classificació general
- 1963. 45è de la classificació general
- 1964. 10è de la classificació general
- 1965. 33è de la classificació general
- 1966. 36è de la classificació general

### Resultats al Tour de França
- 1963. 35è de la classificació general
- 1964. 55è de la classificació general
- 1965. 85è de la classificació general

### Resultats al Giro d'Itàlia
- 1960. 26è de la classificació general
- 1961. 32è de la classificació general